# Numeri in Unicode
In Unicode i numeri sono caratteri o sequenze di caratteri che compongono un numero. Oltre al sistema di numerazione arabo, è possibile utilizzare la numerazione Suzhou, babilonese, cinese, giapponese, greca e romana.
Un glifo può appartenere alle categorie Nd (Number, decimal digit), Nl (Number, letter) o No (Number, other).

## Numerazione araba
Le cifre della numerazione araba sono contenute in Basic Latin. Oltre a numerose varianti in diversi alfabeti, nel blocco Mathematical Alphanumeric Symbols sono presenti variazioni tipografiche degli caratteri.
In Unicode non è definito un carattere da utilizzare come separatore decimale.

### Frazioni
Nel blocco Latin-1 Supplement sono presenti le frazioni ¼, ½ e ¾. Altre frazioni meno utilizzate sono contenute in Number Forms. Tali glifi sono deprecati in favore dell'uso di FRACTION SLASH (U+2044).

### Costanti
Sono definiti i caratteri per le costanti ℎ (costante di Planck), ℏ (costante di Planck ridotta) e ℇ (costante di Eulero-Mascheroni). Altre costanti, come ad esempio nel caso del numero di Nepero o del pi greco, vengono indicate con glifi che rappresentano altri caratteri.

## Numerazione romana
Nel blocco Number Forms sono presenti i numeri romani, in maiuscolo e minuscolo. Unicode prescrive di utilizzare la composizione di caratteri latini, sebbene ciò possa creare problemi in presenza di scritture dell'Asia orientale.